# Chae Soo-bin
Đây là một tên người Triều Tiên, họ là Bae.
Bae Soo-bin (Hangul: 배수빈, Hán-Việt: Bùi Tú Bân, sinh ngày 10 tháng 7 năm 1994), được biết đến với nghệ danh Chae Soo-bin (Hangul: 채수빈), là một nữ diễn viên Hàn Quốc. Cô được biết đến qua vai diễn trong phim truyền hình Mây họa ánh trăng (2016), và khẳng định mình bằng vai chính trong Giai thoại về Hong Gil Dong (2017), Thiên hạ đệ nhất giao hàng (2017), Rockie Cops (Cảnh sát tân binh) (2022) và Khi điện thoại đổ chuông (2024).

## Sự nghiệp

### 2014–2015: Bắt đầu sự nghiệp diễn xuất
Chae được phát hiện và ra mắt lần đầu vào năm 2014 với bộ phim My Dictator. Sau đó cô gây được chú ý qua bộ hài kịch House of Bluebird (2015) và bộ phim Cheer Up! (2015) giúp cô đạt giải Nữ diễn viên trẻ xuất sắc nhất tại Lễ trao giải Giải thưởng APAN Star lần thứ 4 và Giải thưởng Phim truyền hình KBS lần thứ 29.

### 2016–nay: Trở nên nổi tiếng
Chae Soo-bin trở nên nổi tiếng nhờ vai diễn của mình trong Mây họa ánh trăng (2016), từ đó cô đã đạt được một đề cử giải thưởng xuất sắc tại Giải thưởng Phim truyền hình KBS lần thứ 30. Cùng năm đó, cô đóng vai trong bộ kịch Blackbird và bộ phim hợp tác Trung - Hàn My Catman.
Vào tháng 1 năm 2017, cô đảm nhận vai chính đầu tiên trong loạt phim truyền hình Giai thoại về Hong Gil Do. Sự thành công bước đầu của bộ phim mang lại sự nổi tiếng của cô. Sau đó cô tham gia vai chính của bộ phim hài của đài KBS2 Thiên hạ đệ nhất giao hàng, bắt đầu phát sóng vào tháng 8. Cũng trong 2017, cô đóng vai chính trong tập đầu tiên của mùa thứ tám của loạt phim tuyển tập KBS2 KBS Drama Special, "If We Were a Season."
Năm 2018, cô đóng vai chính trong bộ phim truyền hình Nơi vì sao rơi. Diễn xuất của cô đã mang về cho mình chiến thắng ở hạng mục Excellence Award tại Giải thưởng Phim truyền hình SBS. Chae Soo-bin và bạn diễn Lee Je-hoon cũng được bổ nhiệm làm đại sứ danh dự của Sân bay quốc tế Incheon. Sau khi hết hạn hợp đồng quản lý với Toin Entertainment vào tháng 12 năm 2018, Chae gia nhập King Kong by Starship vào tháng 1 năm 2019.
Năm 2020, cô đóng vai chính trong bộ phim tình cảm lãng mạn Em là một nửa đời anh cùng với Jung Hae-in.
Năm 2021 và 2022, Chae Soo-bin xuất hiện cùng Gong Myung trong loạt video ca nhạc cho Dự án Four Seasons của Kyuhyun, bao gồm các đĩa đơn "Moving On", "Coffee", "Together" và "Love Story". Cũng trong năm 2021, cô đóng vai chính cùng Jang Ki-yong trong bộ phim hài lãng mạn Sweet & Sour.
Tháng 1 năm 2023, cô được chọn vào vai Viola de Lesseps trong phiên bản kỷ niệm 30 năm sản xuất Shakespeare in Love của Trung tâm Nghệ thuật Seoul, cùng với Jung So-min và Kim Yoo-jung. Vào ngày 24 tháng 5, cô và ca sĩ Jo Yu-ri đã phát hành đĩa đơn quảng cáo "Yellow Circle" hợp tác với Lipton và Starship Entertainment.
Năm 2024, Chae Soo-bin tham gia bộ phim Vây Hãm Trên Không (Tên gốc: Hijack 1971) cùng với diễn viên Ha Jung-Woo, Sung Dong-il, Yeo Jin-Goo,...Trong phim cô vào vai tiếp viên Ok Soon.. Cuối năm, cô quay trở lại với vai chính Hong Hee Joo trong phim truyền hình Khi điện thoại đổ chuông của nhà đài MBC.

## Diễn xuất

### Phim điện ảnh
| Năm  | Nhan đề                       | Vai trò       | Chú thích                                 | Tham khảo |
| ---- | ----------------------------- | ------------- | ----------------------------------------- | --------- |
| 2014 | My Dictator                   | Crop Top Girl |                                           |           |
| 2015 | Night with a Perfect Stranger | Hye Jin       | Lễ hội Phim Quốc tế Seoul: Mục phim thứ 4 |           |
| 2015 | M.Boy                         | Lee Eun-soo   |                                           |           |
| 2016 | Sori: Voice From The Heart    | Kim Yoo-joo   |                                           |           |
| 2019 | Your Name is Rosé (Rosebud)   | Hyun-ah       |                                           |           |
| 2021 | Sweet & Sour                  | Jung Da Eun   |                                           |           |
| 2022 | The Pirates: Goblin Flag      | Hae Geum      |                                           |           |
| 2024 | Hijack 1971                   | Ok Soon       |                                           |           |

### Phim truyền hình

Tại họp báo Khi điện thoại đổ chuông, ngày 21 tháng 11 năm 2024

| Năm       | Tựa đề                                          | Vai diễn       | Kênh         | Chú thích     | Tham khảo |
| --------- | ----------------------------------------------- | -------------- | ------------ | ------------- | --------- |
| 2014      | Drama Festival - The Diary of Heong Yeong-dang  | Shim Cheong-yi | MBC          |               |           |
| 2014      | Drama Festival - The Diary of a Resentful Woman | Cheong         | MBC          |               |           |
| 2015      | Spy                                             | Jo Soo-yeon    | KBS2         |               |           |
| 2015      | House of Bluebird                               | Han Eun-soo    | KBS2         |               |           |
| 2015      | Cheer Up!                                       | Kwon Soo-ah    | KBS2         |               |           |
| 2016      | Mây họa ánh trăng                               | Jo Ha-yeon     | KBS2         |               |           |
| 2016      | My Catman                                       | Mi-oh          | Tencent, MBC | Web drama     |           |
| 2016      | Shopaholic Louis (Shopping King Louie)          | Wang Mong-shil | MBC          | Cameo, tập 16 | [ 15 ]    |
| 2017      | Giai thoại về Hong Gil Dong                     | Song Ga-ryung  | MBC          | Nữ chính      |           |
| 2017      | Thiên hạ đệ nhất giao hàng                      | Lee Dan-ah     | KBS2         | Nữ chính      |           |
| 2017      | If We Were Seasons                              | Hae Rim        | KBS2         | Drama special | [ 16 ]    |
| 2017-2018 | Tôi không phải robot                            | Jo Ji-Ah       | MBCz         | Nữ chính      |           |
| 2018      | Nơi vì sao rơi                                  | Han Yeo Reum   | SBS,         | Nữ chính      |           |
| 2020      | Em là một nửa đời anh                           | Han Seo-woo    | tvN          | Nữ chính      |           |
| 2022      | Rookie Cops (Cảnh sát tân binh)                 | Go Eun-Kang    | Disney +     | Web drama     |           |
| 2022      | The Fabulous (Bộ tứ thời thượng)                | Pyo Ji-eun     | Netflix      | Web drama     |           |
| 2024      | Khi điện thoại đổ chuông                        | Hong Hee Joo   | MBC          | Nữ chính      |           |

### Kịch
| Năm       | Tựa đề                         | Vai diễn            | Địa điểm                                     | Thời gian               | Chú thích |
| --------- | ------------------------------ | ------------------- | -------------------------------------------- | ----------------------- | --------- |
| 2012      | Thursday Romance               | Seo Yi-kyung        | Trung tâm Nghệ thuật Seoul                   | 03/12/2012 - 30/12/2012 |           |
| 2012      | Thursday Romance               | Seo Yi-kyung        | Nhà hát Suhyunjae                            | 01/05/2012 - 11/05/2012 |           |
| 2016      | Blackbird                      | Una                 | DCF Daemyung Culture Factory Hall 1          | 13/10/2016 - 20/11/2016 |           |
| 2019      | The Student and Monsieur Henri | Constance Piponnier | Daehangno Uniplex 1                          | 15/03/2019 - 12/05/2019 |           |
| 2019      | The Student and Monsieur Henri | Constance Piponnier | Trung tâm Nghệ thuật Gunsan                  | 31/05/2019 - 01/06/2019 |           |
| 2019      | The Student and Monsieur Henri | Constance Piponnier | Suseong Artpia Paper Hall Daegu              | 08/06/2019 - 09/06/2019 |           |
| 2019      | The Student and Monsieur Henri | Constance Piponnier | Cinema Center Sky Yeon Theater Busan         | 15/06/2019 - 16/06/2019 |           |
| 2019      | The Student and Monsieur Henri | Constance Piponnier | Nhà hát Nghệ thuật Incheon                   | 21/06/2019 - 22/06/2019 |           |
| 2020-2021 | The Student and Monsieur Henri | Constance Piponnier | Yes24 Stage 1                                | 03/12/2020 - 14/01/2021 |           |
| 2021      | The Student and Monsieur Henri | Constance Piponnier | Nhà hát Trung tâm Nghệ thuật Gyeonggi, Suwon | 27/03/2021 - 28/03/2021 |           |
| 2021      | The Student and Monsieur Henri | Constance Piponnier | Online                                       | 30/05/2021              |           |
| 2023      | Shakespeare in Love            | Viola de Lesseps    | Nhà hát CJ Towol, trung tâm Nghệ thuật Seoul | 28/01/2023 - 26/03/2023 |           |
| 2023      | Shakespeare in Love            | Viola de Lesseps    | Trung tâm Nghệ thuật Sejong                  | 08/04/2023 - 09/04/2023 |           |

### Chương trình truyền hình/ tạp kỹ
| Năm  | Tựa đề                  | Kênh | Chú thích                                                           | Tham khảo |
| ---- | ----------------------- | ---- | ------------------------------------------------------------------- | --------- |
| 2015 | Hello Counselor         | KBS  | Khách mời cùng Lee Joon-hyuk, Kyung Soo-jin, Lee Sang-yeob, tập 212 |           |
| 2016 | Running Man             | SBS  | Khách mời, tập 319                                                  |           |
| 2016 | Cultwo Show             | SBS  | Khách mời                                                           |           |
| 2017 | Flower Crew             | SBS  | Khách mời cùng Rain, tập 19                                         | [ 17 ]    |
| 2017 | Thinking About My Bias  | MBC  | Khách mời cùng Yoon Kyun-sang, tập 1                                |           |
| 2017 | Happy Together Season 3 | KBS  | Khách mời cùng Go Kyung-pyo                                         |           |
| 2021 | Knowing Bros            | JTBC | Khách mời                                                           |           |
| 2021 | House On Wheels         | tvN  | Khách mời                                                           |           |
| 2022 | Amazing Saturday        | tvN  | Khách mời cùng Kang Daniel, tập 199                                 |           |
| 2024 | Whenever Possible 2     | SBS  | Khách mời, tập 13                                                   |           |

### Video âm nhạc
| Năm  | Tựa đề                      | Nghệ sĩ                              | Tham khảo |
| ---- | --------------------------- | ------------------------------------ | --------- |
| 2014 | "Girlfriend"                | Uniqnote feat. Bobby Kim và Jung Yup | [ 18 ]    |
| 2016 | "You Are, You Are, You Are" | Wax                                  | [ 19 ]    |
| 2021 | “Moving On”                 | Kyuhyun                              |           |
| 2021 | “Coffee”                    | Kyuhyun                              |           |
| 2021 | “Together”                  | Kyuhyun                              |           |
| 2022 | “Love Story”                | Kyuhyun                              |           |

## Sản phẩm âm nhạc
| Năm  | Tựa đề                          | Album                                 |
| ---- | ------------------------------- | ------------------------------------- |
| 2017 | "That's Love"                   | Rebel: Thief Who Stole the People OST |
| 2017 | "Way to You"                    | Thiên hạ đệ nhất giao hàng OST        |
| 2023 | “Yellow Circle” (cùng Jo Yu-ri) | Non-album single                      |

## Đại sứ
| Năm  | Tựa đề                                     | Chú thích         |
| ---- | ------------------------------------------ | ----------------- |
| 2015 | DMZ International Documentary Film Fest    | cùng Yoo Seung-ho |
| 2019 | Đại sứ danh dự của Sân bay Quốc tế Incheon | cùng Lee Je-hoon  |

## Giải thưởng và đề cử
| Năm  | Giải                   | Hạng mục                                                           | Tác phẩm                     | Kết quả   | Ref.  |
| ---- | ---------------------- | ------------------------------------------------------------------ | ---------------------------- | --------- | ----- |
| 2015 | 4th APAN Star Awards   | Nữ diễn viên mới xuất sắc nhất                                     | House of Bluebird            | Đoạt giải | [ 5 ] |
| 2015 | 8th Korea Drama Awards | Nữ diễn viên mới xuất sắc nhất                                     | House of Bluebird            | Đề cử     |       |
| 2015 | Beaksang Arts Awards   | Nữ diễn viên mới xuất sắc nhất                                     |                              | Đề cử     |       |
| 2015 | KBS Drama Awards       | Nữ diễn viên mới xuất sắc nhất                                     | House of Bluebird, Cheer Up! | Đoạt giải | [ 6 ] |
| 2016 | 11th Max Movie Awards  | Ngôi sao triển vọng                                                | Sori: Voice From The Heart   | Đoạt giải |       |
| 2016 | KBS Drama Awards       | Nữ diễn viên xuất sắc nhất                                         | Mây họa ánh trăng            | Đề cử     |       |
|      | APAN Star Awards       | Nữ diễn viên mới xuất sắc nhất                                     | Mây họa ánh trăng            | Đề cử     |       |
| 2017 | KBS Drama Awards       | Nữ diễn viên xuất sắc                                              | Thiên hạ đệ nhất giao hàng   | Đề cử     |       |
| 2017 | KBS Drama Awards       | Cặp đôi đẹp nhất (cùng Go Kyung-pyo)                               | Thiên hạ đệ nhất giao hàng   | Đề cử     |       |
| 2017 | MBC Drama Awards       | Nữ diễn viên xuất sắc                                              | Giai thoại về Hong Gil Do    | Đoạt giải |       |
| 2017 | MBC Drama Awards       | Nữ diễn viên được yêu thích nhất                                   | Tôi không phải Robot         | Đề cử     |       |
| 2018 | SBS Drama Awards       | Nữ diễn viên xuất sắc                                              | Nơi vì sao rơi               | Đoạt giải |       |
| 2018 | SBS Drama Awards       | Cặp đôi đẹp nhất (cùng Lee Je-hoon)                                | Nơi vì sao rơi               | Đề cử     |       |
| 2018 | MBC Drama Awards       | Nữ diễn viên xuất sắc                                              | Nơi vì sao rơi               | Đoạt giải |       |
| 2018 | MBC Drama Awards       | Nữ diễn viên được yêu thích nhất                                   | Nơi vì sao rơi               | Đoạt giải |       |
| 2018 | MBC Drama Awards       | Cặp đôi đẹp nhất (cùng với Lee Je-hoon)                            | Nơi vì sao rơi               | Đoạt giải |       |
| 2023 | Korean OTT Awards      | Nữ diễn viên xuất sắc nhất                                         | The Fabulous                 | Đoạt giải |       |
| 2024 | MBC Drama Awards       | Giải thưởng Cặp đôi đẹp nhất ( with Yoo Yeon Seok)                 | When The Phone Rings         | Đoạt giải |       |
| 2024 | MBC Drama Awards       | Giải thưởng xuất sắc, Nữ diễn viên trong phim truyền hình ngắn tập | When The Phone Rings         | Đoạt giải |       |